# Вселенский разум (проект Полисского)

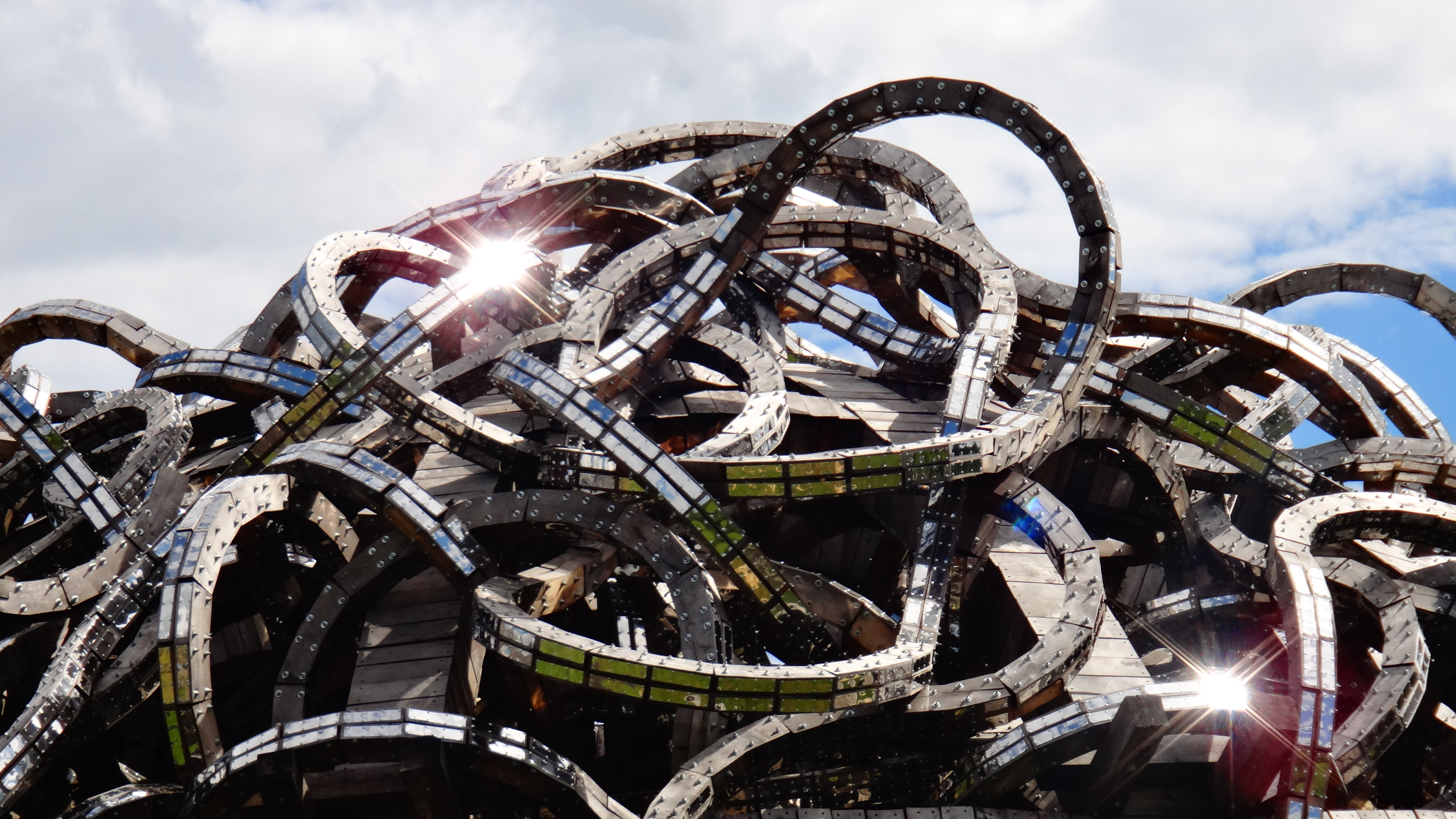
Часть Арт-объекта

«Вселе́нский ра́зум» — ландшафтная инсталляция Николая Полисского, созданная совместно с Никола-Ленивецкими промыслами в 2012 году в Парке «Никола-Ленивец». Самый продолжительный по времени воплощения и самый масштабный по площади проект Полисского.

## Описание
Основа инсталляции — скульптура двух полушарий мозга, к которой ведёт двойная колоннада из 42 «ракет». По признанию автора, скульптура мозга изначально ассоциировалась у него с античной кудрявой головой.
«Вселенский разум» продолжает «научную серию» Николая Полисского, начатую работами «Байконур» (2005) и «Большой адронный коллайдер» (2009).
Проект «Вселенский разум» — самый продолжительный по времени воплощения (по разным источникам, 2,5 или 3 года) и самый масштабный по площади (около 1 гектара) проект Полисского.
Презентация проекта прошла 7 июля 2012 года, на Ивана Купалу.